# John Bruce Yeh
John Bruce Yeh (* 1951 in Washington, D.C.) ist ein US-amerikanischer Klarinettist und Musikpädagoge.
Yeh begann ein Medizinstudium an der UCLA, spielte jedoch bereits in dieser Zeit als Erster Klarinettist im American Youth Symphony und gewann den Frank Sinatra Musical Performance Award. Ab 1975 studierte er an der
Juilliard School of Music und besuchte die Musikschulen in Aspen, Marlboro und Tanglewood. Als seine wichtigsten Mentoren benennt er
Gary Gray, Michele Zukovsky, Harold Wright, Ray Still, Marcel Moyse, Allan Dennis und Mehli Mehta. 1977 holte ihn Georg Solti als Solo-Bassklarinettist zum Chicago Symphony Orchestra, wo er seit 1979 als Soloklarinettist wirkt und von 2008 bis 2011 Erster Klarinettist war. Als Gast arbeitet er außerdem mit dem Philadelphia Orchestra und dem Seoul Philharmonic Orchestra zusammen.
1979 gründete Yeh die Gruppe Chicago Pro Musica, die 1986 mit einem Grammy ausgezeichnet wurde. 1982 war er Preisträger beim Internationalen Musikwettbewerb in München, 1985 Gewinner der Naumburg Clarinet Competition in New York. Mit dem Chicago Symphony Orchestra spielte er 1993 unter der Leitung von Neeme Järvi Carl Nielsens Klarinettenkonzert und 1998 unter Pierre Boulez’ Leitung die amerikanische Erstaufführung von Elliott Carters Klarinettenkonzert. Mit seiner Frau, der Klarinettistin Teresa Reilly, dem Erhu-Spieler Wang Guowei und dem Pipa-Spieler Yang Wei gründete er das Quartett Birds and Phoenix, das sich der Verbindung östlicher und westlicher Musiktraditionen widmet. Es debütierte 2006 mit einer Aufführung von Kompositionen von Victoria Bond, Pamela Chen, Lu Pei und Bright Sheng. Mit seiner Frau und den Schauspielern T. Daniel und Laurie Willets gründete er außerdem das visuell-musikalische Quartett InVenTionS.
Nachdem er mehr als ein Vierteljahrhundert an der DePaul University unterrichtet hatte, wechselte Yeh 2004 an das College for the Performing Arts der Roosevelt University in Chicago. Er gab außerdem Meisterklassen an der Juilliard School, der Eastman School of Music, der Manhattan School of Music, am Cleveland Institute of Music, der Northwestern University und der University of Michigan.